# Orlando, ma biographie politique
Orlando, ma biographie politique è un film documentario francese del 2023 diretto da Paul B. Preciado. Il regista ha organizzato un casting, riunendo 26 persone trans e non binarie, di età compresa tra 8 e 70 anni, per far emergere l'Orlando del romanzo di Virginia Woolf del 1928. È stato selezionato nella sezione Encounter del 73º Festival internazionale del cinema di Berlino. Il film è stato candidato anche per il Berlinale Documentary Film Award, e ha vinto il Teddy Award per il miglior film documentario.

## Distribuzione
Il film ha partecipato al Karlovy Vary International Film Festival, al Toronto International Film Festival, all'Atlantic International Film Festival, al Festival Internazionale del Cinema di San Sebastián, al Vancouver International Film Festival e al New York Film Festival.

## Riconoscimenti
- Candidato all''Orso d'oro, Festival di Berlino, 25 febbraio 2023[11]
- Candidato al miglior film documentario, Festival di Berlino, 25 febbraio 2023[4]
- Teddy Award al miglior documentario, Festival di Berlino, 25 febbraio 2023[5]
- Premio dei lettori di Der Tagesspiegel, Festival di Berlino, 25 febbraio 2023[12]
- Premio della giuria "Encounter", Festival di Berlino, 25 febbraio 2023[13]
- Candidato al miglior documentario sperimentale, Jerusalem Film Festival, 23 luglio 2023[14]
- Menzione speciale, Jerusalem Film Festival, 23 luglio 2023[14]
- Candidato al Zabaltegi-Tabakalera Prize, Festival internazionale del cinema di San Sebastián, 30 settembre 2023[15]
- Candidato al miglior documentario, Hamptons International Film Festival, 15 ottobre 2023[16]
- Candidato al Louve d'Or, Festival du Nouveau Cinéma de Montreal, 15 ottobre 2023[17]
- 2025 – Premio Lumière[18]
  - Candidatura per il miglior documentario